# Furio Radin
Furio Radin (Pola, 1º giugno 1950) è un politico croato, rappresentante della comunità italiana in Croazia, dal 19 giugno 2017 vicepresidente del Parlamento croato (Hrvatski sabor).

## Biografia
Furio Radin è nato a Pola nel 1950 dove ha frequentato le scuole elementari e superiori. Si è laureato in psicologia presso la Facoltà di Scienze umanistiche e sociali dell'Università di Zagabria, e in seguito ha conseguito il dottorato di ricerca sullo stesso argomento. Durante la sua giovinezza, ha lavorato nel Centro per le attività sociali (CDD) dell'Unione della Gioventù di Croazia, dove era responsabile per l'attività scientifica dei giovani.
Furio Radin è deputato dal 1992 al Sabor, il parlamento unicamerale croato, quale massimo rappresentante della Comunità Nazionale Italiana nel seggio specifico ad essa riservato, nonché il più longevo in tale carica. Ha rivestito inoltre dal 2006 al 2018 la carica di Presidente dell'Unione Italiana, l'ente istituzionale che rappresenta la comunità nazionale e linguistica italiana autoctona nelle due repubbliche con sede a Fiume.